# Flarz

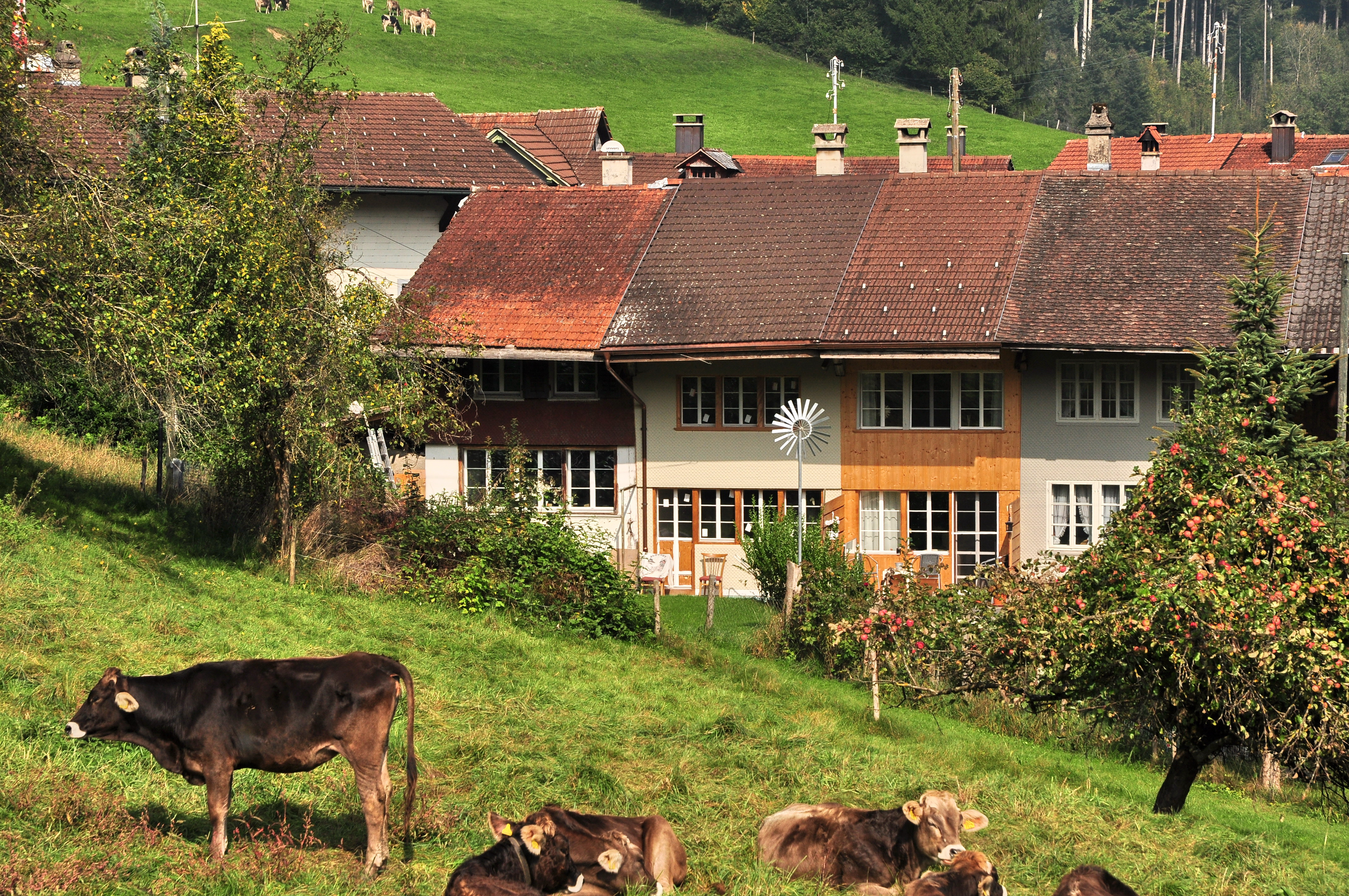
Flarz in Bauma

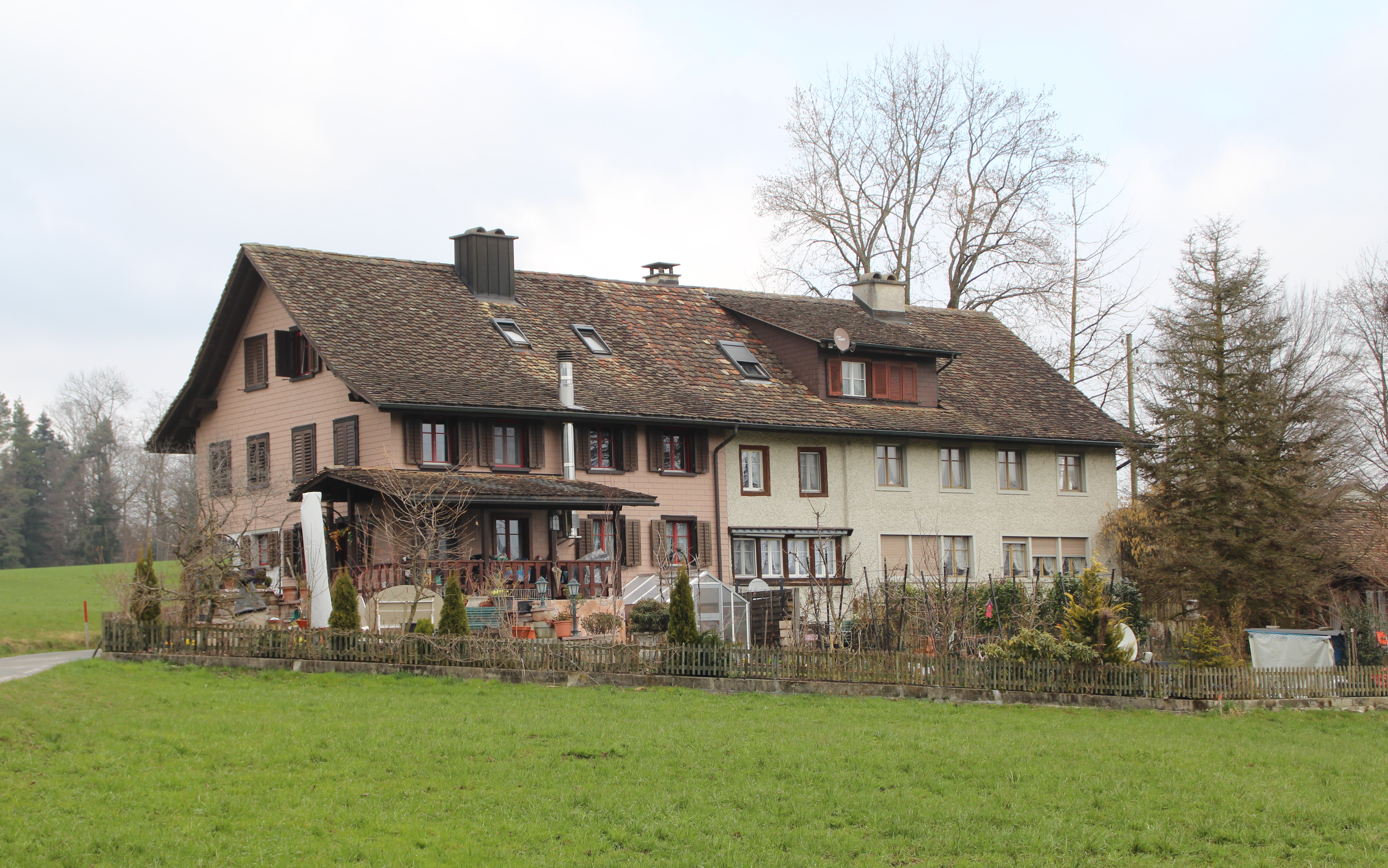
Flarz in Esslingen ZH

Ein Flarz oder Flarzhaus ist ein Wohngebäude-Typ, der historisch gewachsen aus mehreren zusammengebauten Wohneinheiten besteht, ähnlich dem modernen Reihenhaus. Flarzhäuser sind insbesondere im Zürcher Oberland verbreitet und waren ursprünglich die Behausung von Kleinbauern: Das typische Merkmal dieser Häuser sind die meist nach Süden ausgerichteten durchgehenden Fensterreihen, die den Kleinbauern die Heimarbeit mit genügend Licht ermöglichten. Damit konnten sie im Verlagssystem ihr Einkommen aufbessern, das aus dem Bauernbetrieb alleine nicht reichte. 
Das Wort Flarz ist abgeleitet vom Verb umeflarze, das im lokalen Dialekt für «kriechen» oder «sich ducken» steht.